# Grand’Landes
Grand’Landes (bretonisch: Lanveur-ar-Marzoù) ist eine französische Gemeinde mit 725 Einwohnern (Stand 1. Januar 2022) im Département Vendée im Südwesten der Region Pays de la Loire. Die Gemeinde gehört zum Arrondissement La Roche-sur-Yon und zum Kanton Challans (bis 2015 Kanton Palluau). Die Einwohner werden Grand’Landais genannt.

## Lage
Grand’Landes liegt etwa 24 Kilometer nordwestlich von La Roche-sur-Yon. Umgeben wird Grand’Landes von den Nachbargemeinden Touvois im Norden und Nordwesten, Legé im Norden und Nordosten, Saint-Étienne-du-Bois im Osten, Saint-Paul-Mont-Penit im Süden sowie Falleron im Westen.

## Bevölkerungsentwicklung
| Jahr                      | 1800 | 1851 | 1901 | 1954 | 1962 | 1968 | 1975 | 1982 | 1990 | 1999 | 2006 | 2013 |
| Einwohner                 | 996  | 1462 | 770  | 551  | 533  | 480  | 398  | 375  | 407  | 381  | 454  | 605  |
| Quelle: Cassini und INSEE |      |      |      |      |      |      |      |      |      |      |      |      |

## Sehenswürdigkeiten
- Kapelle Notre-Dame-de-la-Pitié
- Kirche Notre-Dame-de-l'Assomption